# Philomont
Philomont ist ein kleines, gemeindefreies ländliches Dorf im westlichen Loudoun County, Virginia.
Philomont befindet sich im Herzen von Virginias „Hunt Country“, rund 12 Kilometer nördlich von Middleburg und 9 Kilometer südlich von Purcellville. Philomont liegt an den Ausläufern des Catoctin Mountain und westlich des Dorfes liegen die Blue Ridge Mountains.
Philomont wurde im 19. Jahrhundert von Quäkern errichtet.

## Philomont im Jahr 2007
Das Gebiet um Philomont hat in den letzten zehn Jahren eine bedeutende Entwicklung mitgemacht. Das Dorf befindet sich in einem der schnellst wachsenden Countys der USA. Das ländliche Flair blieb größtenteils erhalten.
Das Gebiet ist bekannt für seine Pferdehöfe und großen Gutshöfe sowie für die hügelige Landschaft.
Eine der grundlegenden Aktivitäten des Dorfes ist das Barbecue der Feuerwehr, das jährlich im Mai stattfindet. Zu dieser Spendenveranstaltung wird echtes „pit-cooked“ (in einer Grube aus Ziegelsteinen gekochtes) Rindfleisch angeboten, das sehr zart ist und mit Salaten, Bohnen, Bratkartoffeln und Desserts kombiniert wird.
In Philomont gibt es ein Kommunikationszentrum, die Freiwillige Feuerwehr Philomont und den Philomont Store, ebenso einige „Bed & Breakfast“-Übernachtungsmöglichkeiten.
Koordinaten: 39° 3′ N, 77° 44′ W